# John Button (Politiker)

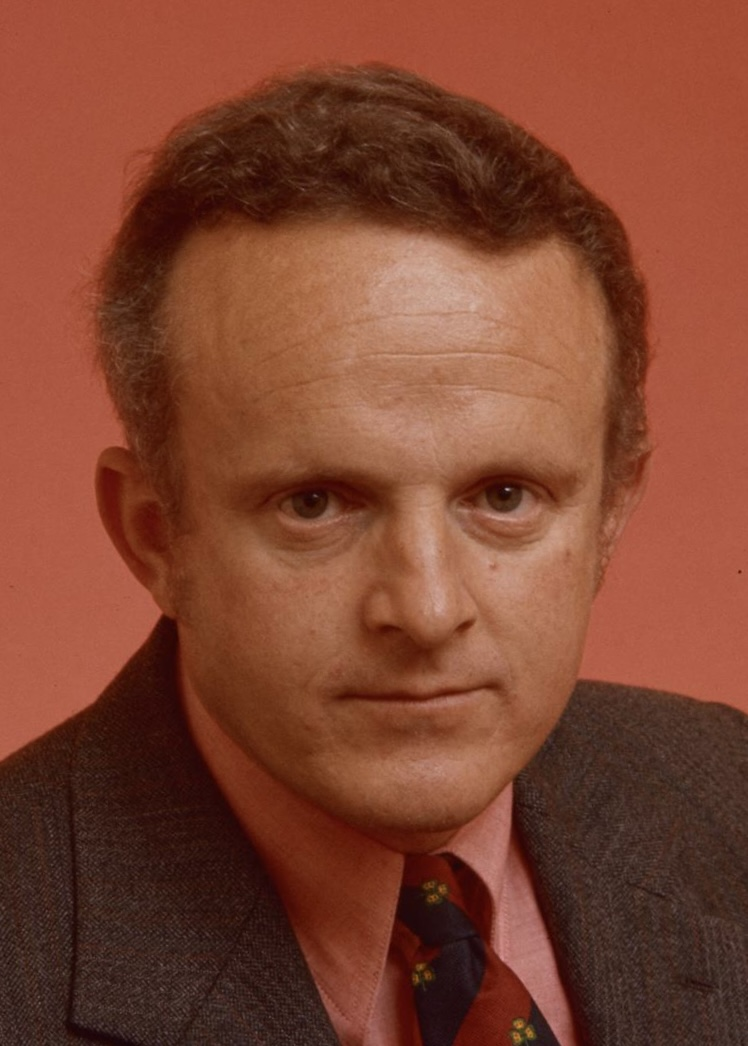
John Button, 1974

John Norman Button (* 30. Juni 1933 in Ballarat, Victoria; † 8. April 2008 in Melbourne, Victoria) war ein australischer Jurist und Politiker der Australian Labor Party (ALP).
Von 1974 bis 1993 gehörte Button dem australischen Senat an. Vom 11. März 1983 bis 24. März 1993 – während der Labor-Regierungen von Bob Hawke (März 1983 bis Dezember 1991) und Paul Keating (Dezember 1991 bis März 1993) – war er Minister für Wirtschaft und Handel (Minister for Industry and Commerce) bzw. Minister für Industrie, Technologie und Handel (Minister for Industry, Technology and Commerce).

## Leben
John Button wurde in Ballarat, einer rd. 86.000 Einwohner zählenden Stadt 110 km nordwestlich von Melbourne, geboren. Buttons Vater, Norman Button, war von London, England, nach Sydney ausgewandert, hatte an der Universität Sydney studiert und war Geistlicher der australischen Presbyterianischen Kirche geworden. Er stieg später zum Vorsitzenden des Kirchenkollegiums von Victoria auf. Im Jahr 1924 heiratete er Dorothy Grubb, deren Vorfahren ebenfalls aus England nach Australien eingewandert waren. Norman und Dorothy Button ließen sich in Ballarat nieder, wo John Button und seine beiden Schwestern geboren wurden.
John Button ging zunächst auf das Ballarat College, bevor er ein Stipendium gewann und von 1946 bis 1950 das Geelong College in Newtown, einem Vorort von Geelong, besuchte. Hier erwachte Buttons Leidenschaft für den Football-Club von Geelong („Geelong Cats“), eine Faszination, die ihm bis zu seinem Tod erhalten blieb. Er schloss das College erfolgreich ab, konnte erneut ein Stipendium erlangen und studierte Rechtswissenschaften und Kunst an der University of Melbourne. 1955 machte er seinen Abschluss in beiden Fächern (Law and arts).
Nach Beendigung des Studiums ging er zunächst für einige Jahre nach Europa; er lebte in England und Italien. Wieder nach Australien zurückgekehrt, trat er 1959 der renommierten, auf Arbeitsrecht spezialisierten Melbourner Rechtsanwaltskanzlei Maurice Blackburn & Co bei. Er blieb in dieser Rechtsanwaltskanzlei, wurde Seniorpartner und verließ sie erst, als er im Jahr 1974 für die Australian Labor Party (ALP), der er schon 1952 beigetreten war, in den Senat gewählt wurde.

## Privates
1960 heiratete John Button in erster Ehe Marj, die er bereits während seines Studiums kennengelernt hatte und später wiedertraf. Das Paar bekam drei Söhne – James, David und Nick. David starb 1982 im Alter von 19 Jahren an einer Überdosis Drogen. Nachdem seine Ehe mit Marj geschieden war, heiratete Button 1985 die Schauspielerin Dorothy O’Neil. Die zweite Ehe wurde im Jahre 2003 geschieden. Die folgenden Jahre lebte John Button mit seiner neuen Lebensgefährtin Joan Grant.